# الدوري المغربي لكرة القدم 1997–98
الدوري المغربي الممتاز موسم 1998/1997 هي النسخة 42 من الدوري المغربي بعد الاستقلال سنة 1956 وتوج باللقب نادي الرجاء الرياضي للمرة الرابعة في تاريخه والثالثة على التوالي.

## الترتيب النهائي
- 1 الرجاء البيضاوي 67 نقطة
- 2 الكوكب المراكشي  53 نقطة
- 3 الوداد البيضاوي  51 نقطة
- 4 أولمبيك خريبكة 47 نقطة
- 5 الجيش الملكي  43 نقطة
- 6 سبورتنغ سلا  40 نقطة
- 7 المغرب الفاسي  39 نقطة
- 8 حسنية أكادير  37 نقطة
- 9 شباب المحمدية 36 نقطة
- 10 مولودية وجدة  36 نقطة
- 11 وداد فاس  35 نقطة
- 12 شباب المسيرة  35 نقطة
- 13 النادي المكناسي  34 نقطة
- 14 الدفاع الحسني الجديدي  34 نقطة
- 15 نهضة سطات  33 نقطة
- 16 اتحاد طنجة  23 نقطة